# Setenta veces siete
Setenta veces siete es una película dirigida por Leopoldo Torre Nilsson (1924-1978), coproducida por Brasil y España, y protagonizada por Isabel Sarli y Francisco Rabal. Se estrenó el 30 de agosto de 1962.

## Argumento
Una mujer en la Patagonia argentina, es tomada como esposa por un hombre ávido de deseo por encontrar petróleo. Mientras están viviendo en esa inmensidad aparece otro hombre deseoso de su mujer.
La historia relata cómo la mujer, que fue tomada por ambos, terminó vengándose de ellos dejándolos encerrados en un pozo del que no pudieron salir.
La historia está basada en dos cuentos de Dalmiro Sáenz (1926-2016), publicados en el libro homónimo, y el guion fue escrito por Beatriz Guido (1922-1988), Dalmiro Sáenz y el propio Leopoldo Torre Nilsson.

## Curiosidades
Esta fue la primera película de Isabel Sarli, que filmaría lejos de la factoría Armando Bó. Este hecho volvería a repetirse únicamente, una vez fallecido el cineasta, en 1996 cuando filma con Jorge Polaco, La dama regresa, película de escaso éxito comercial.

## Elenco
- Isabel Sarli
- Francisco Rabal
- Nelly Prono
- Walter Santa Ana
- Jardel Filho
- Blanca Lagrotta
- Ignacio Finder
- Jacobo Finder
- Hilda Suárez
- Alberto Barcel
- Juan Carlos Berisso
- Berta Ortegosa
- Alberto Basualdo
- Sergio Mulet
- Marisa Grieben

- Datos: Q7733650